# Думич, Дарио
Дарио Думич (босн. Dario Đumić; родился 30 января 1992 года в Сараево, Югославия) — боснийский футболист, защитник испанского клуба «Эльденсе».
Выступал за сборную Боснии и Герцеговины.

## Клубная карьера
Дарио родился в Сараево, но спасаясь от войны, его семья вскоре после его рождения переехала в Данию. Он начал свою карьеру, занимаясь в футболом в юношеских командах «Химмелев-Видделев» и «Видовре». В 2008 году Думич подписал первый профессиональный контракт с английским «Норвич Сити», но так и не дебютировал за основной состав. В начале 2010 года Дарио вернулся в Данию, став игроком «Брондбю». 23 июля 2011 года в матче против «Силькеборга» он дебютировал в датской Суперлиге. 4 декабря в поединке против «ХБ Кёге» Думич забил свой первый гол за «Брондбю».
В начале 2016 года Дарио перешёл в нидерландский НЕК. 22 января в матче против «Гронингена» он дебютировал в Эредивизи. 3 апреля в поединке против «Витесса» Думич забил свой первый гол за НЕК.
Летом 2017 года Дарио присоединился к «Утрехту», подписав контракт на четыре года. 27 августа в матче против «Гронингена» он дебютировал за новую команду. Летом 2018 года Думич на правах аренды перешёл в дрезденское «Динамо». 6 августа в матче против «Дуйсбурга» он дебютировал во Второй Бундеслиге. 14 сентября в поединке против «Яна» Дарио забил свой первый гол за «Динамо».
10 августа 2023 года перешёл в испанский «Эльденсе», подписав двухлетний контракт.

## Международная карьера
На юношеском и молодёжном уровне Думич выступал за Данию, но никогда не скрывал своего желанию играть за историческую родину, о чем неоднократно заявлял. В 2017 году Дарио получил вызов от федерации футбола Боснии и Герцеговины. 28 марта в товарищеском матче против сборной Албании Думич дебютировал за сборную Боснии и Герцеговины. 7 октября в отборочном матче чемпионата мира 2017 против сборной Бельгии он забил свой первый гол за национальную команду.

### Голы за сборную Боснии и Герцеговины
| #   | Дата           | Место                                   | Противник | Счёт | Результат | Соревнование                     |
| --- | -------------- | --------------------------------------- | --------- | ---- | --------- | -------------------------------- |
| 01. | 7 октября 2017 | Грбавица, Сараево, Босния и Герцеговина | Бельгия   | 3:3  | 3:4       | Чемпионат мира 2018 квалификация |